# Delta (Colúmbia Britànica)
Delta és una ciutat canadenca de la província de Colúmbia Britànica. És part de l'Àrea Metropolitana de Vancouver i pertany al Districte Regional de Gran Vancouver. És als marges del riu Fraser. La seua població és d'uns 100.000 habitants, i; compta amb una extensió de 364 km². Esta ciutat és servida per l'Aeroport de Boundary Bay.

## Ciutats agermanades
- Mangalore, Índia (2010)